# Augusto Pinochet
Augusto José Ramón Pinochet Ugarte, (Valparaíso, 1915. november 25. – Santiago de Chile, 2006. december 10.) chilei tábornok, a hadsereg főparancsnoka, 1973 és 1990 között Chile diktatórikus vezetője, majd haláláig szenátor.
Elsősorban arról ismert, hogy 1973-ban puccsal magához ragadta a hatalmat a demokratikusan megválasztott Salvador Allende szocialista elnöktől. Tizenhat éves elnöksége során az emberi jogokat súlyosan sértő diktatúrát folytatott. A hetvenes évek végén neoliberális politikájával stabilizálta a gazdaságot.

## Élete
Családja a felső középosztályba tartozott. 1936-ban végezte el a santiagói katonai akadémiát, majd már tisztként a Santiagói Egyetemen társadalomtudományokat és jogot hallgatott. Több katonai tanintézetben volt oktató, katonai teoretikusként írt művei – Geopolítica (Geopolitika – 1968) és Campaña de Tarapacá (Tarapacái hadjárat – 1972) tudományos szempontból jelentősek.
Az 1950-es években katonai attasé volt Quitóban és Washingtonban. 1968-ban dandártábornok lett. 1973 augusztusában Allende elnök őt nevezte ki a szárazföldi haderő, a Chilei Hadsereg (Ejército de Chile) főparancsnokává (Comandante en jefe del Ejército de Chile). A tábornok 18 nappal később államcsínyt hajtott végre, és átvette a hatalmat. Közel egy évnyi kegyetlen, véres átmeneti időszak után konszolidálta a pozícióját, és 1974. december 17-én felvette az elnöki címet. 1982-ben ötcsillagos tábornok (capitán general) rangra emelkedett.
A következő közel két évtizedben kíméletlenül szétzúzta a chilei baloldalt, és a Milton Friedman vezette chicagói iskola neoliberális közgazdasági tanait követve átmenetileg stabilizálta a gazdaságot. A hetvenes évek végétől több kísérletet is tett hatalma legitimálására. 1981-ben népszavazással új alkotmányt léptetett életbe, amelynek értelmében a következő nyolc évre ő maradt az elnök. Ennek az időszaknak a lejártával, 1989-ben újabb népszavazást írt ki, amelyen a választók elutasították elnöki mandátumának további meghosszabbítását.
A következő évben átadta a hatalmat a demokratikusan megválasztott Aylwin elnöknek, de 1998-ig a hadsereg élén maradt. Ezt követően örökös szenátori címmel nyugalomba vonult. Élete utolsó éveiben sikerrel kerülte el a büntetőjogi felelősségre vonást, bár 1998-tól 2000-ig házi őrizetben tartották Nagy-Britanniában. 2006. december 10-én, szívroham következtében halt meg egy santiagói katonai kórházban.

## Katonai hatalomátvétel
Bővebben: 1973-as chilei katonai hatalomátvétel

## Értékelése
Pinochet 1973-1990 közötti kormányzása során Latin-Amerika gazdaságilag egyik legstabilabb, dinamikusan fejlődő államává változtatta az 1973-ban még a gazdasági összeomlás szélén imbolygó, és hiperinflációval küzdő Chilét. Pinochet rendszerének ideológiáját a konzervativizmus, a gremializmus (chilei kereszténydemokrata-katolikus irányzat), a nacionalizmus, a militarizmus és a szabadpiaci kapitalizmus szimbiózisa adta, ezt nevezik pinochetizmusnak (Pinochetismo). Augusto Pinochet máig végletesen megosztó személyiség, a chilei és nemzetközi baloldal képviselői véreskezű diktátort látnak benne, egyes jobboldali kommentátorok ugyanakkor kiemelik eredményeit és azt a tényt, hogy hatalomátvételével valószínűleg sikerült elkerülni egy pusztító polgárháború kitörését. Támogatói szerint alapvető fontosságú tény, hogy Pinochet tábornok és a fegyveres erők 1973-ban a chilei törvényhozás felhatalmazása alapján, azaz legitim módon léptek fel Allende elnök ellen, aki sorozatosan sértette meg az ország törvényeit, aláásva az állam alkotmányos berendezkedését, és a magántulajdon szentségét, káoszba taszítva Chilét.
Pinochet teljesítménye számos konzervatív vezető elismerését kivívta, például Margaret Thatcher brit miniszterelnök, a Vaslady, Richard Nixon és Ronald Reagan amerikai elnökök, továbbá Henry Kissinger számítottak Pinochet ismert támogatói közé. Chilében napjainkban egyfajta Pinochet-reneszánsz tapasztalható, a 2020-as évekre a tábornokot és politikai örökségét nyíltan felvállaló, konzervatív politikusok, mint José Antonio Kast vették át a chilei jobboldal vezetését. Jelenleg elsősorban a 2023-as chilei alkotmányozó konvenció delegált választását 34,34̤̥%-os eredménnyel megnyerő Republikánus Párt (Partido Republicano - PLR) képviseli a pinochetizmus ideológiáját.

## Neve
Augusto Pinochet teljes neve Augusto José Ramón Pinochet Ugarte (a spanyol személynevek szabályai szerint Pinochet az apja családneve, míg Ugarte az anyjáé).
A Pinochet névnek több kiejtési változata van a spanyol anyanyelvű chileiek körében is. A chilei spanyolban a társadalmi osztálytól és a tanultságtól függően a 'ch' betűkapcsolat ejtése a magyar 'cs' vagy 's' betűéhez egyaránt hasonlíthat. Mivel a Pinochet család eredetileg Bretagne-ból származik, van aki a franciás 'pinosé' vagy 'pinocsé' kiejtést követi, míg mások spanyolosan 'pinocset' vagy 'pinoset' alakot. A hangsúly az utolsó szótagra esik. Magyar beszédben a 'pinocset' kiejtés rögzült, és így a nevet a toldalékokkal egybeírjuk.
Pinochet elterjedt gúnyneve a nevéhez hasonló hangzású Pinocho ('Pinokkió'), amit írásban néha „Pin8” alakban rövidítenek, mivel spanyolul az ocho szó a 8-as számot jelenti.

## Galéria

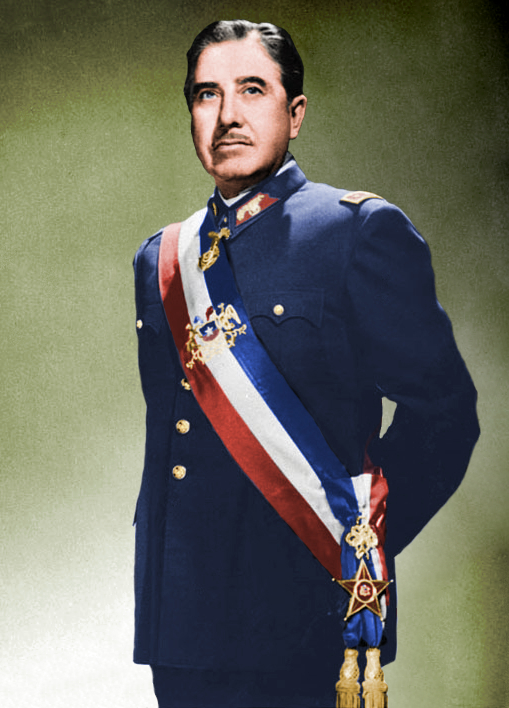
Augusto Pinochet hadsereg főparancsnoki (Comandante en jefe del Ejército de Chile) egyenruhás, hivatalos elnöki portréja. Pinochet volt az 1973-ban hatalomra jutott katonai junta (Junta Militar de Gobierno) vezetője, a szárazföldii hadsereg (Ejército de Chile) képviselőjeként.
Augusto Pinochet címre monogramjával (APU).
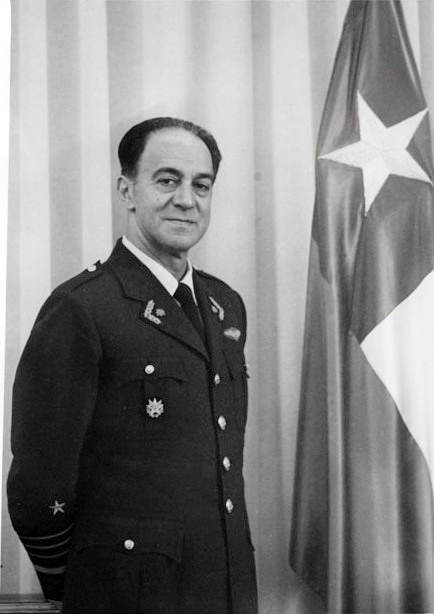
Gustavo Leigh tábornagy, az 1973-ban hatalomra került katonai juntában a légierő (Fuerza Aérea de Chile) képviselője.
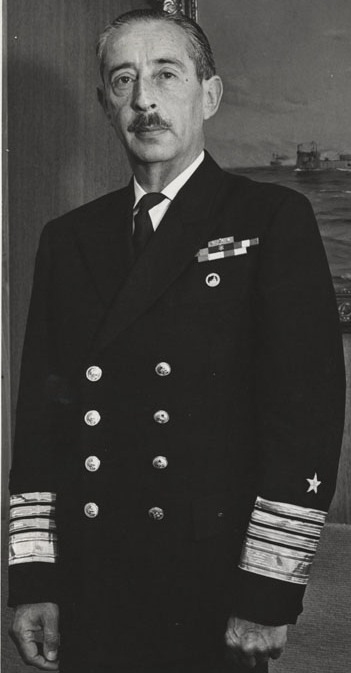
José Toribio Merino admirális, az 1973-ban hatalomra került katonai juntában a haditengerészet (Armada de Chile) képviselője.
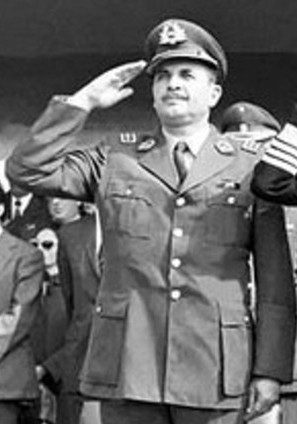
Cesar Mendoza Durán tábornok, az 1973-ban hatalomra került katonai juntában a csendőrség (Carabineros de Chile) képviselője.
A szárazföldi haderő, a Chilei Hadsereg (Ejército de Chile) címere.
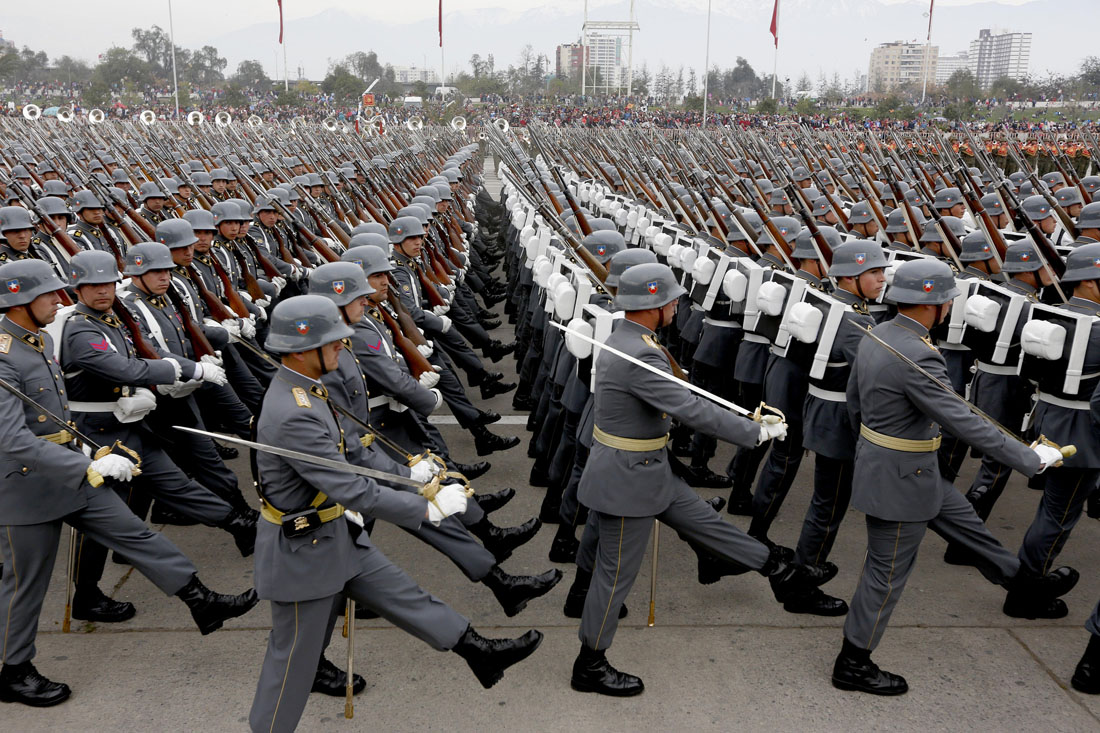
Pinochet rendszerének legfőbb bázisa és támasza a chilei fegyveres erők voltak.
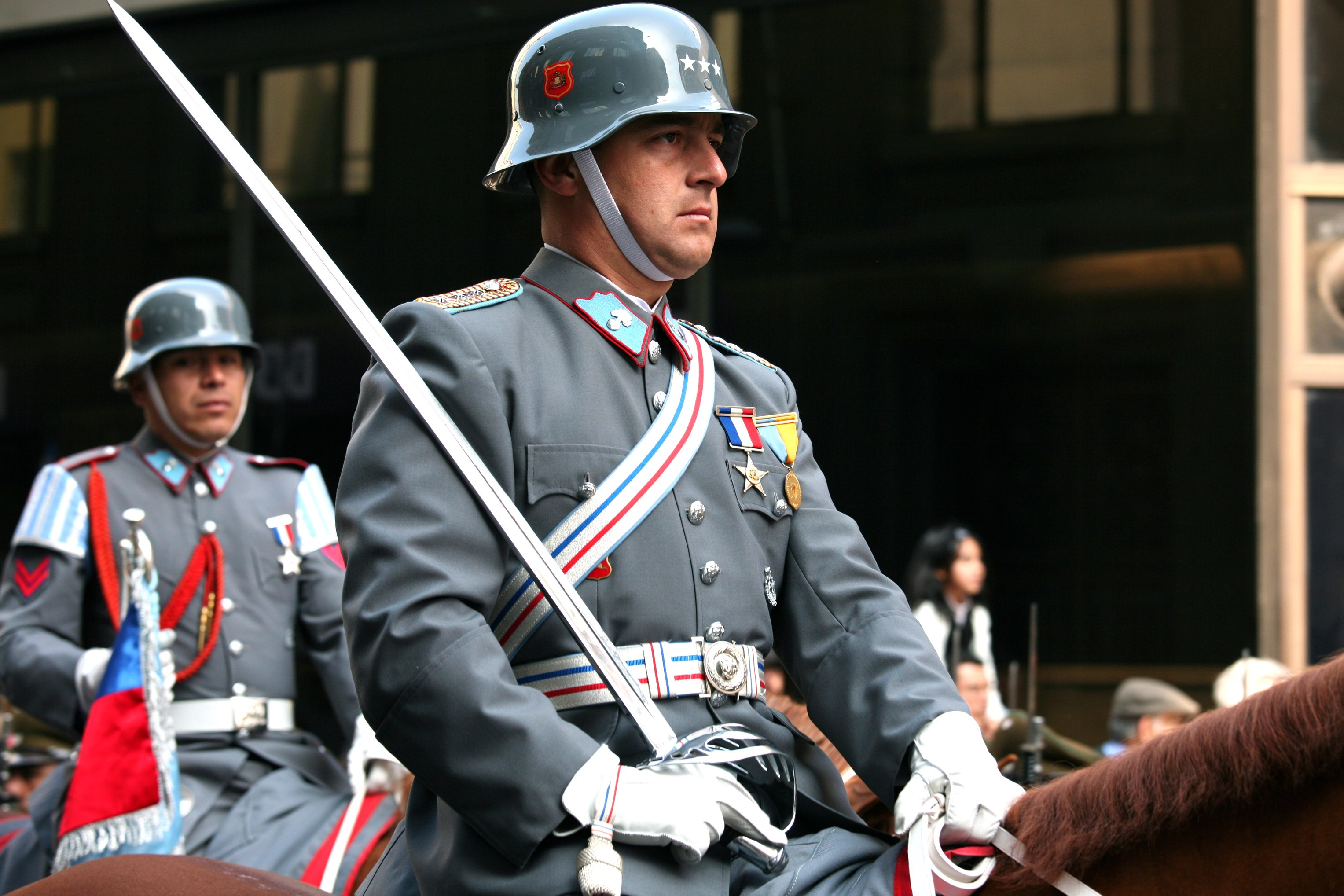
A chilei haderő a 19. század óta porosz-német tradíciókra épült, mely a mai napig megjelenik az egyenruhákban.